# بابلو نيرودا
ريكاردو اليسير نيفتالي رييس باسولاتو بابلو نيرود المعروف ب بابلو نيرودا (بالإسبانية: Pablo Neruda) شاعر تشيلي الجنسية ويعتبر من أشهر الشعراء وأكثرهم تأثيراً في عصره، ولد في تشيلي، بقرية بارال بوسط تشيلي في 12 يوليو عام 1904. ووفقا للكاتب الروائي غابرييل غارثيا ماركيث
| بابلو نيرودا | بابلو نيرودا من أفضل شعراء القرن العشرين في جميع لغات العالم. | بابلو نيرودا |

 كان ذا توجه شيوعي، كما يعد من أبرز النشطاء السياسين، كان عضواً بمجلس الشيوخ وباللجنة المركزية للحزب الشيوعي ومرشح سابق للرئاسة في بلاده. نال العديد من الجوائز التقديرية أبرزها جائزة نوبل في الآداب عام 1971، ووفقا لموقع جائزة النوبل الرسمي فقد حصل عليها: 
 وحصل على الدكتوراه الفخرية من جامعة أوكسفورد. وكتب عنه الناقد الأدبي (هارولد بلووم): «لايمكن مقارنة أي من شعراء الغرب بهذا الشاعر الذي سبق عصره». توفي في 23 سبتمبر عام 1973.

## حياته
والدته «روسا باسولاتو» وافتها المنية بعد شهر من ولادته نتيجة إصابتها بمرض الدرن، ووالده خوسيه ديل كارمن رييس الذي ترك الريف ليعمل عاملاً في ميناء تلكوانو، حتى استطاع الحصول على عمل في السكة الحديد في تيموكو.
تعلم نيرودا حب الطبيعة منذ الصغر خلال رحلاته بالقطار بين الأشجار الخضراء إلى بوروا. كانت هذه المنطقة في الماضي ساحة للمعارك بين المستعمرين الأسبان والاروكانوس الذين وبمرور الوقت جُردوا من أراضيهم ودمرت في وقت لاحق من قبل الزعماء المستوطنين (منطقة الاروكانا). هذه الأراضي الجنوبية المليئة بالبرد والرطوبة يحدها واحد من أنقى المحيطات هو المحيط الهادي تظهر شاعرية الإحساس باليأس وشعور الإنسان بالوحدة والحب والتي ظهرت في ديوان قصائده الشهيرة المسماة (عشرون قصيدة حب وأغنية يائسة) وهو الكتاب الذي أوصل صاحبه إلى المحافل العالمية والدولية ومنحه شهرة واسعة مثل شهرة الكاتب الكبير روبن داريو إذ استحق جائزة نوبل عام (1971) كما نشرت الصفحة الخاصة بمعهد ثربانتس على الإنترنت في الصفحة الخاصة بمسيرة الكاتب.

### السنوات الأولى من حياته

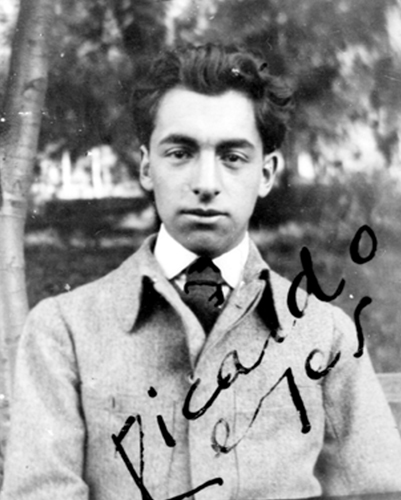

انتقلت عائلته عام 1906 إلى تيموكو وهناك تزوج والده للمرة الثانية من «ترينيداد كانديا ماربيردي» التي كانت بالنسبة لنيرودا بمثابة أمه أو الملاك الحامي. دخل نيرودا المدرسة الخاصة بالصبية حيث تابع دراسته حتى أنهى الصف السادس في دراسة العلوم الإنسانية عام 1920. البيئة الطبيعية المذهلة لمدينة تيموكو والغابات والبحيرات والأنهار والجبال شكلوا وللأبد العالم الشعري لبابلو نيرودا.

### جائزة نوبل في الأدب
كتب بابلو نيرودا قصائد عندما كان في العشرين من العمر قُدر لها أن تنتشر أولا في أنحاء تشيلي ولتنتقل بعدها إلى كافة أرجاء العالم لتجعل منه الشاعر الأكثر شهرة في القرن العشرين من أمريكا اللاتينية. من أشهر دواوينه «عشرون قصيدة حب وأغنية يائسة» التي ترجمت أكثر من مرة إلى اللغة العربية.
«في هذه الليلة، أنا قادر على كتابة أكثر القصائد حزناً»
كتب سيرته الذاتية بعنوان«أشهد أنني قد عشت» ترجمت إلى العربية منذ سبعينات القرن الماضي.
عندما أطاح الجنرال بينوشيه بالحكومة الاشتراكية المنتخبة ديمقراطياً وقتلوا الرئيس سلفادور أليندي، هجم الجنود على بيت الشاعر وعندما سألهم ماذا يريدون أجابوه بأنهم يبحثون عن السلاح فأجابهم الشاعر أن الشعر هو سلاحه الوحيد.

## وفاته

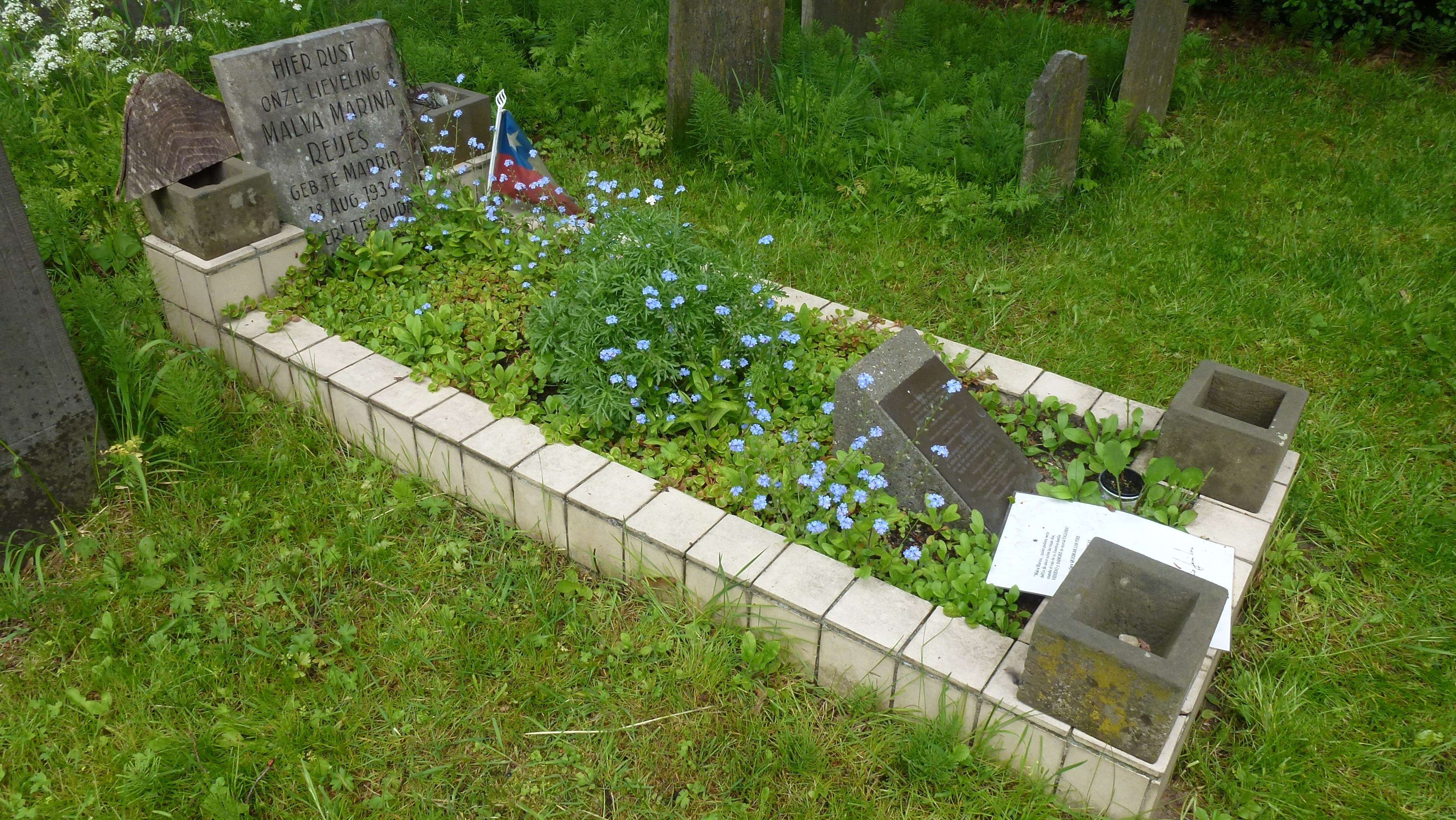
قبر مالفا مارينا ، الابنة الوحيدة لبابلو نيرودا

بدأت إبداعاته الشعرية بالظهور قبل أن يكمل بابلو عامه الخامس عشر وتحديدا عام 1917، وفي عام 1920 اختار لنفسه اسما جديدا هو بابلو نيرودا، في مارس عام 1921 قرر السفر إلى سانتياغو حيث استقر هناك في بيت الطلبة لإستكمال دراسته في اللغة الفرنسية التي كان يجيدها مثل مواطنيها، وفي نفس هذا العام اشترك في المظاهرت الثورية التي اندلعت في البلاد آنذاك وفي عام 1924 يهجر نيرودا دراسة الفرنسية ويتخصص في الأدب ويكتب ثلاثة أعمال تجريبية وذلك قبل أن يبدأ رحلة تعيينه سفيراً في العديد من البلدان تنتهي بسفارته في الأرجنتين عام 1933 أي بعد زواجه من الهولندية الجميلة' ماريكا' بثلاث سنوات والتي انتهى زواجه منها بإنجاب طفلته مارفا مارينا التي ولدت في مدريد في الرابع من أكتوبر عام 1934، وفي نفس العام وتحديدا بعد شهرين تزوج نيرودا من زوجته الثانية ديليا ديل كاريل الأرجنتينية الشيوعية والتي تكبره بعشرين عاما، ورغم كونه عمل سفيرا في العديد من الدول الأوروبية إلا أن ذلك لم يزده إلا إصرارا على أن الشيوعية -التي اندلعت شرارتها في روسيا- ليست سوى المنقذ الحقيقي والحل السحري لكل المشكلات ورغم المتاعب التي سببها له هذا الاتجاه السياسي إلا أنه ظل متمسكا به إلى حد استقالته من عمله الدبلوماسي.
توفي والده عام 1938 وزوجته الأولى عام 1942 ثم يأتي عام 1968 ويمرض الكاتب بمرض يقعده عن الحركة، وفي 21 أكتوبر 1971 يفوز نيرودا بجائزة نوبل في الأدب، وعندما يعود إلى شيلي يستقبله الجميع باحتفال هائل في استاد سانتياغو ويكون على رأس الاحتفال الرئيس سلفادور الليندي الذي لقي مصرعه بعد ذلك خلال الانقلاب الذي قاده بينوشيه. وعندما قتل الانقلابيون الرئيس أليندي جاء جنود بينوشيه إلى بيت بابلو نيرودا وعندما سألهم الشاعر ماذا يريدون قالوا له: جئنا نبحث عن السلاح في بيتك، فرد قائلا: إن الشعر هو سلاحي الوحيد. وبعدها بأيام توفي نيرودا في 23 سبتمبر 1973 متأثرا بمرضه وبإحباطه من الانقلابيين، حتى إن آخر الجمل ولعلها آخر جملة في كتاب سيرته الذاتية: «أعترف أنني قد عشت» (تُرجم للعربية!) كانت: «لقد عادوا ليخونوا تشيلي مرة أخرى».

## مؤلفاته المترجمة للعربية
- كتاب التساؤلات، عن دار أزمنة للنشر والتوزيع، ترحمت سنة 2006
- غزليات نيرودا، ترجمها ماهر البطوطي، سنة 2010
- عشرون قصيدة حب وأغنية يائسة، عن المركز القومي للترجمة، ترحمت سنة 2011
- مذكرات بابلو نيرودا أعترف بأنني قد عشت، عن المؤسسة العربية للدراسات والنشر، ترحمت سنة 2015
- النشيد الشامل
- آخر الأشعار
- أحجار السماء
- يسلانيجرا الجزيرة السوداء
- مائة سوناتة حب
- أسبانيا في القلب

## وصلات خارجية
- بابلو نيرودا على موقع IMDb (الإنجليزية)
- بابلو نيرودا على موقع الموسوعة البريطانية (الإنجليزية)
- بابلو نيرودا على موقع مونزينجر (الألمانية)
- بابلو نيرودا على موقع ميوزك برينز (الإنجليزية)
- بابلو نيرودا على موقع إن إن دي بي (الإنجليزية)
- بابلو نيرودا على موقع أول ميوزيك (الإنجليزية)
- بابلو نيرودا على موقع ديسكوغز (الإنجليزية)
- بابلو نيرودا على موقع قاعدة بيانات الفيلم (الإنجليزية)
- حياته
- السيرة الذاتية
- مقال عن الشاعر. مجلة العربي الكويتية أغسطس 2013 العدد 356 الصفحة 86